# Josef Urban
Pour les articles homonymes, voir Urban (homonymie).
Josef Urban, né le 17 juin 1899 à Bylany et mort le 2 septembre 1968 à Prague, est un lutteur tchécoslovaque pratiquant la lutte gréco-romaine.

## Carrière
Dans la catégorie des plus de 82,5 kg, Josef Urban remporte la médaille d'argent aux Championnats d'Europe 1926 à Riga puis la médaille de bronze aux Championnats d'Europe 1927 à Budapest, avant de participer aux Jeux olympiques d'été de 1928 à Amsterdam où il termine cinquième. Il est ensuite médaille de bronze aux Championnats d'Europe 1929 à Dortmund. Dans la catégorie des plus de 87 kg, il obtient la médaille d'argent aux Jeux olympiques d'été de 1932 à Los Angeles.